# 波迈罗勒
波迈罗勒（法語：Pomayrols，法語發音：[pɔmeʁɔl]）是法国阿韦龙省的一个市镇，属于罗德兹区。

## 地理
波迈罗勒（44°28'17"N, 3°1'29"E）面积23.1 平方千米，位于法国奧克西塔尼大區阿韦龙省，该省份为法国南部内陆省份，位于法國中央高原南部，北起顺时针与康塔爾省、洛泽尔省、加尔省、埃罗省、塔恩省、塔恩-加龙省和洛特省接壤。
与波迈罗勒接壤的市镇（或旧市镇、城区）包括：拉卡佩勒博南斯、圣洛朗多尔特、特雷朗、圣热涅多尔特-多布拉克。

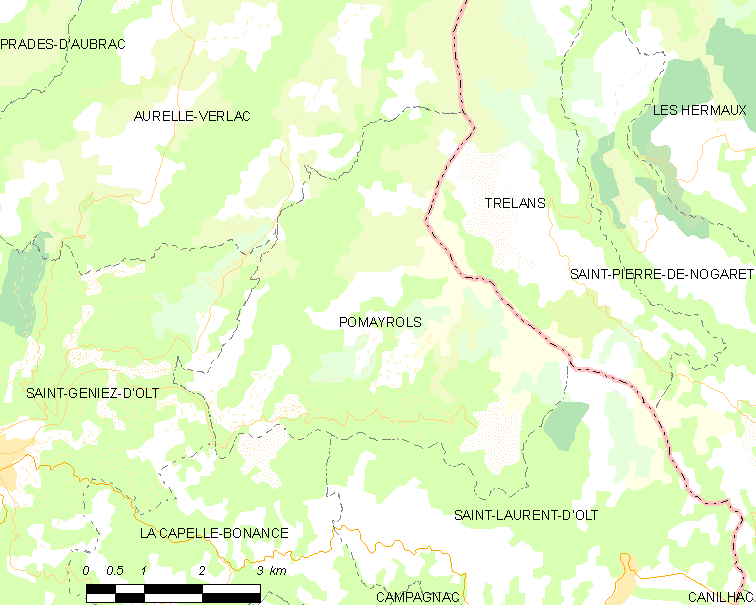
波迈罗勒的OSM定位图

波迈罗勒的时区为UTC+01:00、UTC+02:00（夏令时）。

## 行政
波迈罗勒的邮政编码为12130，INSEE市镇编码为12184。

## 政治
波迈罗勒所属的省级选区为洛特-帕朗日县。

## 人口

1962-2008年间波迈罗勒人口变化图示

波迈罗勒于2022年1月1日时的人口数量为118人。